# Masimba Mambare
Masimba Mambare (ur. 9 maja 1986 w Kwekwe) – zimbabwejski piłkarz grający na pozycji ofensywnego pomocnika. W swojej karierze rozegrał 17 meczów i strzelił 4 gole w reprezentacji Zimbabwe

## Kariera klubowa
Swoją karierę piłkarską Mambare rozpoczął w klubie Motor Action FC. W sezonie 2008 zadebiutował w jego barwach w pierwszej lidze zimbabwejskiej. W sezonie 2010 został z nim mistrzem Zimbabwe. W latach 2012–2013 występował w Highlanders FC, z którym w sezonach 2012 i 2013 wywalczył dwa wicemistrzostwa kraju, a w 2013 zdobył też Puchar Zimbabwe. W 2014 przeszedł do Dynamos FC. W 2014 został z nim mistrzem, a w 2015 i 2017 – wicemistrzem Zimbabwe. W latach 2018–2019 występował w Black Rhinos FC, z którym zakończył karierę.

## Kariera reprezentacyjna
W reprezentacji Zimbabwe Mambare zadebiutował 7 stycznia 2012 w zremisowanym 0:0 towarzyskim meczu z Botswaną, rozegranym w Gaborone. Od 2012 do 2017 wystąpił w kadrze narodowej 17 razy i strzelił 4 gole.